# 일도동
일도동(一徒洞)은 제주특별자치도 제주시의 동이다. 행정동 일도1동, 일도2동과 법정동 일도일동, 일도이동으로 구성된다. 면적은 일도1동이 0.33km2이며, 일도2동은 2.18km2이며, 인구는 외국인을 제외하고 2010년 12월 31일을 기준으로 일도1동은 1,942세대, 3,854명이며, 일도2동이 13,377세대 38,397명에 이른다.

## 개요
해방 당시 1945년 12월에 일도를 일도1구, 일도2구로 분할하였으며, 한국전쟁 중인 1950년 12월 일도1, 2지구를 합병 일도라고 칭하였다. 1955년 8월 13일 시제(市制)실시에 따라 일도1,2동으로 개편되었다가, 1962년 1월 1일에 다시 일도1, 2동을 통합하여 일도동으로 행정구역이 개편되었다. 1979년 5월 23일에는 다시 일도1, 2동으로 분리되었다.
2006년 7월 1일에는 제주특별자치도가 출범함에 따라 제주시 일도동이 되었다.

## 관광
- 산지천
- 동문재래시장
- 중앙지하상가